# Sança II de Lleó
Sança II del Lleó (~ 1192 - Monestir de Villabuena, ca. 1243) fou reina de iure de Lleó (1230). Sovint és confosa amb Sança Alfons de Lleó (1190-1271), filla d'Alfons IX de Lleó i la noble Teresa Gil, també monja i proclamada venerable per l'Església catòlica.

## Orígens familiars
Sança era filla d'Alfons IX de Lleó i la seva primera muller, Teresa de Portugal, filla del rei de Portugal Sanç I. D'aquest matrimoni també en va néixer Dolça de Lleó i l'infant Ferran, mort el 1214.
El 1194, el Papa de Roma va anul·lar el matrimoni entre Alfons IX i Teresa de Portugal per la gran consanguinitat dels dos esposos. Així doncs, els seus fills també van ser declarats il·legítims. Alfons IX es tornà a casar amb Berenguera de Castella i va tenir entre d'altres, el futur Ferran III de Castella.

## Prometatge i successió a Castella
Sança es prometé amb Enric I de Castella, però el casament no s'arribà a celebrar per la prematura mort del rei castellà el 1217. La successió de Castella recaigué llavors en Berenguera, que havia estat muller del seu pare, un matrimoni que també s'anul·là, aquest el 1204. Berenguera abdicà el mateix any 1217 en favor del seu fill Ferran III, germanastre de Sança.
D'altra banda, Alfons IX reclamà el tron castellà per haver estat casat amb Berenguera, i declarà la guerra al seu propi fill. Però va fallar en les seves aspiracions i el 26 d'agost del 1218, en un pacte firmat a Toro: pare i fill van fer les paus i s'uniren per lluitar contra l'islam. Per aquest pacte, els dos sobirans es retrien respecte mutu i renunciaven a la corona de l'altre regne, el que equivaldria a dir que Ferran III mai podria heretar el Regne de Lleó.

## Successió a Lleó
Amb aquest efecte, Alfons IX en morir el 1230 va deixar el regne a les seves dues filles, Sança II i Dolça I. Ferran III però, ajudat per la seva mare, s'oblidà del pacte i va incorporar Lleó als seus dominis. Tot i que la noblesa de Lleó va donar suport inicial a les dues reines, la majoria de l'aristocràcia i el clergat van donar suport al rei castellà, veient amb bons ulls la unificació amb Castella.
Gràcies a les arts diplomàtiques de Berenguera, la primera esposa d'Alfons IX de Lleó, Teresa de Portugal va aconseguir la renúncia de les seves dues filles al tron de Lleó en favor de Ferran III, en el Pacte de Terceries. Ambdues infantes de Lleó van rebre com a contrapartida una gran quantitat de diners, així com certs privilegis. Amb aquesta usurpació al tron de Lleó per part de Ferran III, el Regne de Lleó i el Regne de Castella van passar a formar un mateix regne, amb Castella com a regne preeminent.
Sança es retirà a un monestir cistercenc com havien fet la seva mare i la seva germana Dolça. Al monestir de Villabuena (Bierzo, Lleó) avui desaparegut i que després es traslladaria a l'actual de San Miguel de Dueñas, es va fer monja i romangué fins al final de la seva vida, abans de l'any 1243.